# Заказное почтовое отправление

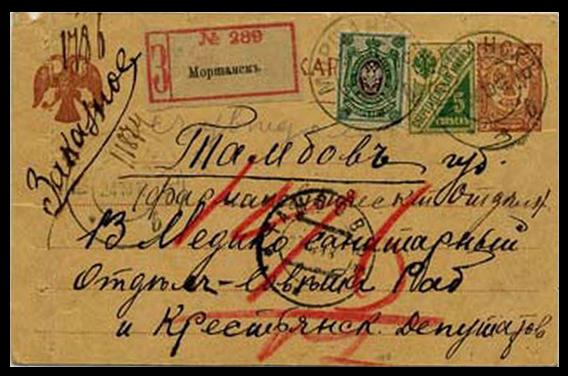
Заказное почтовое отправление (почтовая карточка) России (1918)

Заказно́е почто́вое отправле́ние — категория почтового отправления, которое принимается к пересылке от отправителя под ответственность почтовой администрации, гарантирующей доставку, с выдачей отправителю квитанции и вручением получателю под расписку.

## Описание

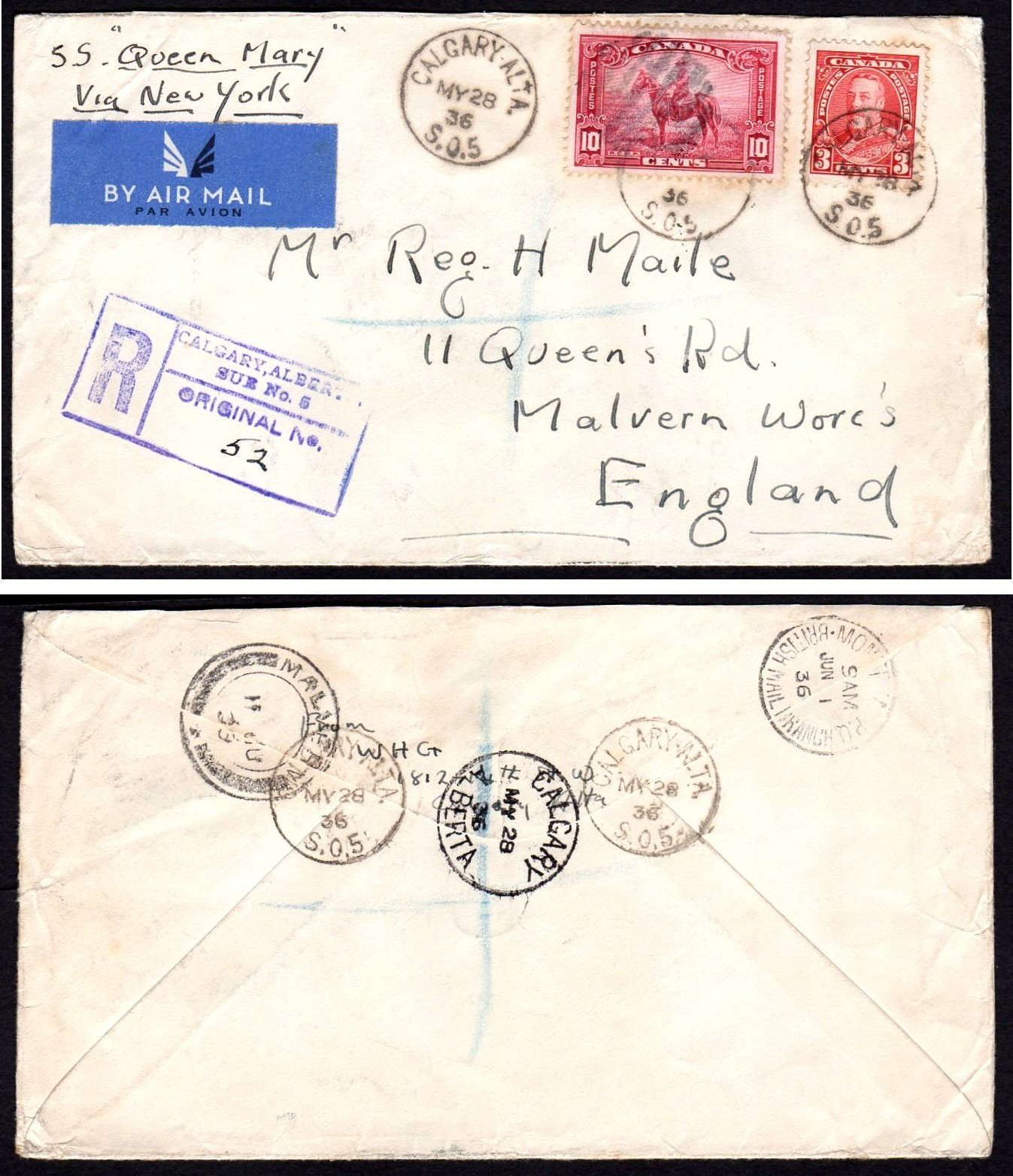
Заказное письмо, отправленное из Канады в Великобританию на лайнере «RMS Queen Mary» (1936)

Правила оказания услуг почтовой связи, утверждённые постановлением Правительства Российской Федерации от 15 апреля 2005 года № 221 определяют заказное почтовое отправление как почтовое отправление (письмо, почтовая карточка, бандероль, мелкий пакет и мешок «М»), принимаемое без оценки стоимости вложения с выдачей отправителю квитанции и вручаемое адресату под расписку.
Заказные почтовые отправления относятся к категории регистрируемых почтовых отправлений наряду со страховыми почтовыми отправлениями, посылками и денежными переводами (ГОСТ 16408—80), впрочем, в ряде государств различий между регистрируемыми и заказными почтовыми отправлениями нет.
Почтовый тариф на пересылку заказных почтовых отправлений выше обычного тарифа, поскольку почтовое отправление предоплачивается по обычному почтовому тарифу с дополнительным сбором за заказное отправление. Оплачиваемая дополнительная услуга заказного почтового отправления может совмещаться с другими дополнительными услугами: спешного отправления, авиапочты, пневматической почты, вручения в собственные руки, уведомления о вручении, отправления наложенным платежом.
Когда отправитель сдаёт заказное почтовое отправление в почтовом отделении, ему выдается квитанция о принятии почтой. При этом на такое почтовое отправление наклеивается специальный заказной ярлык с уникальным номером или ставится заказной штамп, который заменяет заказной ярлык. По мере пересылки почтового отправления от одного почтового отделения к другому и через пункты сортировки это отмечается в журнале регистрации. Адресату такие почтовые отправления вручаются под расписку.
За утраченные заказные почтовые отправления почтовой администрацией отправителю выплачивается компенсация.
Традиционно пересылка заказных почтовых отправлений представляла собой ручной процесс, что вызвало к жизни огромное множество различительных почтовых пометок, например ручных штемпелей, а также использование заказных ярлыков. Заказные почтовые отправления помечаются порядковым номером. Текст на заказных почтовых отправлениях СССР и России: «Заказное» или «З». В некоторых государствах для оплаты пересылки заказных почтовых отправлений эмитировались специальные заказные марки. Также выпускались специальные цельные вещи. Ранее аналогичная услуга была известна под названием денежные письма (Money Letters).

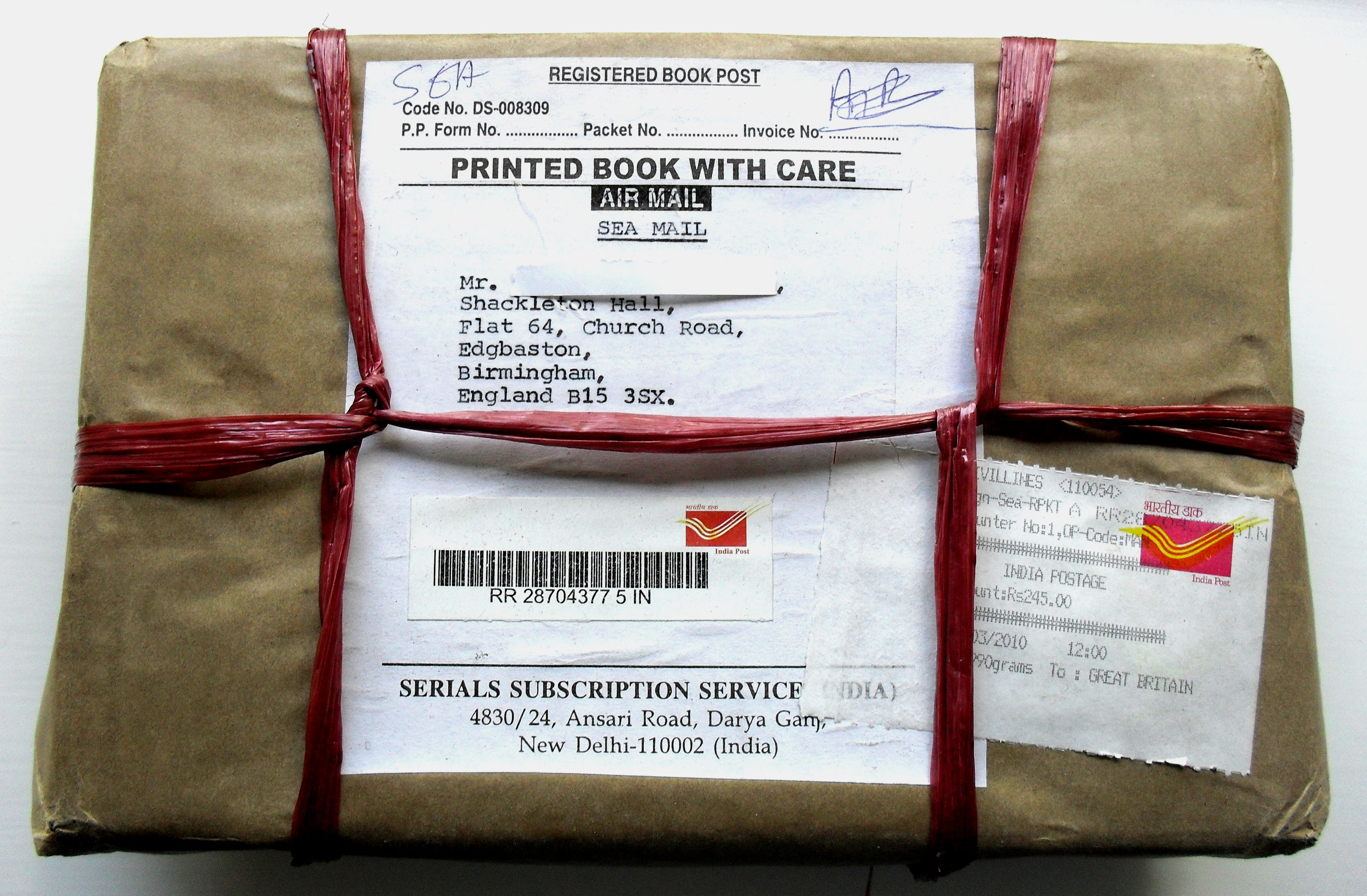
Заказная бандероль, отправленная из Индии в Великобританию с электронной регистрацией с использованием штрихового кода

Однако в наши дни процесс регистрации, в основном, компьютеризован и на смену традиционным заказным ярлыкам с напечатанным порядковым номером пришли заказные ярлыки со штриховым кодом.
Благодаря компьютеризации и применению технологии штрихкодов большая часть процедуры регистрации, ранее выполнявшейся вручную, упростилась и повысила возможности отправителя и получателя отслеживать статус почтового отправления по интернету. Почтовые администрации многих государств предоставляют на своих веб-сайтах возможность отслеживания заказных почтовых отправлений.
В большинстве стран для заказных почтовых отправлений используются ярлыки с 13-значным идентификационным номером и соответствующим штриховым кодом. Первые две буквы указывают на регистрацию (обычно «RR»), а последние две буквы, как правило, обозначают страну отправления заказного почтового отправления. К примеру, номер RR913282511SG обозначает Сингапур, RB5584847749CN — Китай, а RR123456785KR — Республику Корея.

## История

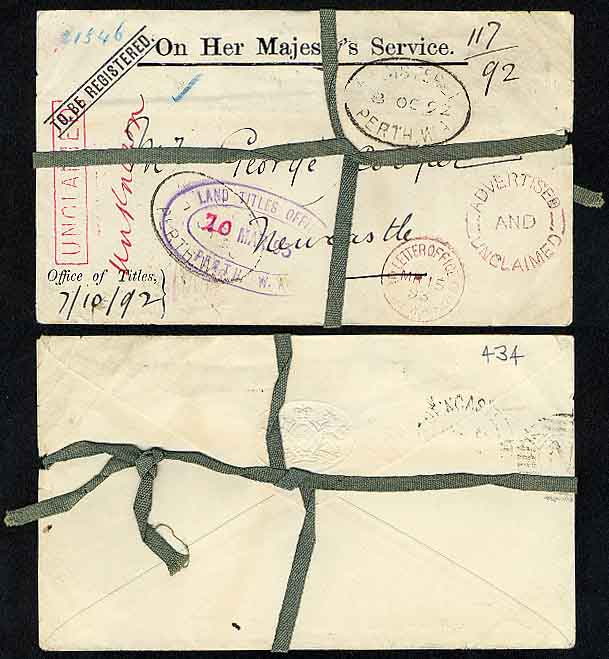
Заказное письмо Западной Австралии с зелёной тесьмой (1892)

К бурному политическому и религиозному климату во времена правления Марии Тюдор относится самое раннее упоминание о регистрационной системе в Англии в Лондоне в июле 1556 года: «чтобы почта между ним и севером, каждый из них, вел книгу и записывал всякое письмо, которое он получает, время доставки такового в его руки с именами лиц, которые принесли его ему, чьи собственноручные подписи он также вносит в свою книгу, засвидетельствовав правдивость этой записи». Эта мера предназначалась скорее для безопасности государства, чем для безопасности почты. В 1603 году был издан ещё один правительственный декрет, согласно которому все письма должны были регистрироваться. Фактически эта система была регистрационной, несмотря на то, что применялась она ко всем пересылаемым почтовым отправлениям.
Лондонская пенни-почта Уильяма Докрея 1680-х годов также регистрировала все сведения о письмах, принятых к пересылке, но, в отличие от общей почты, компенсировала утрату писем.
Регистрация писем в том виде, в каком она известна сегодня, была введена в 1841 году в Великобритании. Письмо должно было вкладываться в большой лист зелёной бумаги. Зелёный лист адресовался в почтовое отделение по месту жительства получателя. Затем зелёный лист использовался в качестве квитанции и возвращался в изначальное почтовое отделение после доставки письма. 1 июля 1858 года зелёный лист был заменён зелёной шёлковой лентой, а вскоре после этого — зелёной тесьмой. В 1870 году тесьму заменила зелёная бечёвка. После введения в употребление заказных конвертов в виде цельных вещей в 1878 году бечёвку сменили напечатанные синие перекрёстные линии. Синие перекрёстные линии сохранились на заказных письмах до наших дней.
Заказные почтовые отправления восходят к распространенным в XVIII веке ценным и денежным письмам. В Германии они были введены в 1821/1824 годах (в Пруссии) и в 1822 году (в Саксонии).

## Современность. Примеры по странам

### Великобритания
С 1998 года, когда оказание услуг по отправке заказных писем (Registered Letter) было прекращено, Royal Mail из регистрируемых почтовых отправлений принимает к пересылке только спешную почту (Special Delivery).

### Россия
Порядок пересылки заказных почтовых отправлений регламентирован Правилами оказания услуг почтовой связи, утверждёнными постановлением Правительства Российской Федерации от 15.04.2005 № 221.

### США
Пересылка заказных почтовых отправлений производится Почтовой службой США в качестве дополнительной услуги для почтовых отправлений первого класса (First Class) или срочных почтовых отправлений (Priority Mail). Отправка заказным почтовым отправлением обеспечивает сохранность между конечными пунктами в закрытых на замок контейнерах. Регистрация таких почтовых отправлений осуществляется на всех этапах, но информация, как правило, сообщается отправителю только по подаче им запроса.
В США заказные почтовые отправления могут использоваться для отправки материалов под грифом секретности «Secret».